# Tuanku Abdul Halim
Tuanku Abdul Halim (ur. 28 listopada 1927 w Istana Anak Bukit, zm. 11 września 2017 tamże) – malezyjski przywódca polityczny, sułtan Kedahu od 15 lipca 1958 do 11 września 2017. Yang di-Pertuan Agong (Król Malezji) od 21 września 1970 do 20 września 1975 oraz ponownie od 13 grudnia 2011 do 13 grudnia 2016, jedyny władca sprawujący ten urząd dwukrotnie.

## Życiorys

### Sułtan stanu Kedah
Addul Halim urodził się w Istana Anak Bukit w pobliżu miasta Alor Setar jako drugi, ale najstarszy który przeżył młodość, syn Badli Szacha, sułtana stanu Kedah w latach 1943–1958. Jego matka zginęła w 1935 w wypadku samochodowym.
Kształcił się w szkołach Sekolah Melayu Alor Merah oraz Sekolah Melayu Titi Gajah. Następnie uczęszczał do szkoły Kolej Sultan Abdul Hamid w Alor Setar. Ukończył nauki społeczne i administrację publiczną w Wadham College na University of Oxford. Po studiach w latach 50. XX w. rozpoczął pracę w administracji stanu Kedah.
6 sierpnia 1949 został oficjalnie mianowany przez ojca następcą tronu i przyszłym sułtanem. Po śmierci ojca, 15 lipca 1958 objął tron. 20 lutego 1959 został koronowany na 28. sułtana stanu Kedah. W lipcu 2008 obchodził „złoty jubileusz” z okazji 50-lecia panowania.

### Król Malezji
Najwyższą władzę w Malezji sprawuje Yang di-Pertuan Agong, władca wybierany na pięć lat przez i spośród Zgromadzenia Władców, w skład którego wchodzą sułtani wszystkich dziewięciu stanów-sułtanatów. Wybór następuje rotacyjnie, zgodnie z ustalonym porządkiem.
W latach 1965–1970 Adbul Halim pełnił funkcję wicekróla Malezji, sprawowaną zwyczajowo przed objęciem stanowiska głowy państwa. Od 21 września 1970 do 20 września 1975 zajmował urząd Yang di-Pertuan Agong. W czasie jego rządów po raz pierwszy stanowisko premiera objęła osoba spoza rodziny królewskiej; został nim wówczas Tun Abdul Razak. W okresie jego rządów trwało drugie powstanie malajskie i powstanie w Sarawaku, które na długie lata zdestabilizowały sytuację w kraju.
13 grudnia 2006 po raz drugi objął stanowisko wicekróla na okres 5 lat. Był trzecią osobą sprawującą ten urząd dwukrotnie. 13 grudnia 2011 objął po raz drugi, jako pierwszy w historii, urząd Yang di-Pertuan Agong na pięcioletnią kadencję.